# Снов-Лейк
Снов-Лейк (англ. Snow Lake) — містечко в Канаді, у провінції Манітоба, у межах невключеної частини переписної одиниці №21.

## Населення
За даними перепису 2016 року, містечко нараховувало 899 осіб, показавши зростання на 24,3%, порівняно з 2011-м роком. Середня густина населення становила 0,7 осіб/км².
З офіційних мов обидвома одночасно володіли 20 жителів, тільки англійською — 875. Усього 50 осіб вважали рідною мовою не одну з офіційних, з них 10 — українську.
Працездатне населення становило 65,3% усього населення, рівень безробіття — 8,5% (10% серед чоловіків та 7% серед жінок). 93,6% осіб були найманими працівниками, а 6,4% — самозайнятими.
Середній дохід на особу становив $55 093 (медіана $44 480), при цьому для чоловіків — $70 204, а для жінок $39 183 (медіани — $71 040 та $29 184 відповідно).
36,1% мешканців мали закінчену шкільну освіту, не мали закінченої шкільної освіти — 24,3%, 39,6% мали післяшкільну освіту, з яких 17,5% мали диплом бакалавра, або вищий.
| Статево-вікова структура населення | Статево-вікова структура населення | Статево-вікова структура населення | Статево-вікова структура населення | Статево-вікова структура населення |
| ---------------------------------- | ---------------------------------- | ---------------------------------- | ---------------------------------- | ---------------------------------- |
|                                    |                                    |                                    |                                    |                                    |
| Всього                             | Всього                             | 51,1%48,9%                         |                                    |                                    |
| 0 — 14 років                       | 0 — 14 років                       |                                    | 16%                                | 16%                                |
| 15 — 64 років                      | 15 — 64 років                      |                                    | 65,7%                              | 65,7%                              |
| 65 і більше                        | 65 і більше                        |                                    | 18,2%                              | 18,2%                              |
| 85 і більше                        | 85 і більше                        |                                    | 1,1%                               | 1,1%                               |
| Середній вік (років)               | Середній вік (років)               | 43,441,5                           | 42,5                               | 42,5                               |
| Медіана (років)                    | Медіана (років)                    | 48,244,2                           | 47,4                               | 47,4                               |
| — чоловіки — жінки                 |                                    |                                    |                                    |                                    |

| Походження мешканців:     | Походження мешканців:     | Походження мешканців: | Походження мешканців: | Походження мешканців: |
| ------------------------- | ------------------------- | --------------------- | --------------------- | --------------------- |
| Походження                |                           |                       | осіб                  | %                     |
| Корінні американці        | Корінні американці        |                       | 135                   | 16.07%                |
| Інше північноамериканське | Інше північноамериканське |                       | 230                   | 27.38%                |
| Європейське               | Європейське               |                       | 640                   | 76.19%                |
| британське                | британське                |                       | 440                   | 52.38%                |
| французьке                | французьке                |                       | 95                    | 11.31%                |
| українське                | українське                |                       | 105                   | 12.5%                 |
| Латинськоамериканське     | Латинськоамериканське     |                       | 10                    | 1.19%                 |
| Азійське                  | Азійське                  |                       | 10                    | 1.19%                 |

| Зайнятість населення за галузями (за класифікацією NOC): | Зайнятість населення за галузями (за класифікацією NOC): | Зайнятість населення за галузями (за класифікацією NOC): | Зайнятість населення за галузями (за класифікацією NOC): | Зайнятість населення за галузями (за класифікацією NOC): |
| -------------------------------------------------------- | -------------------------------------------------------- | -------------------------------------------------------- | -------------------------------------------------------- | -------------------------------------------------------- |
|                                                          |                                                          |                                                          |                                                          |                                                          |
| Управління                                               | Управління                                               |                                                          | 4,3%                                                     | 4,3%                                                     |
| Бізнес, фінанси та адміністрування                       | Бізнес, фінанси та адміністрування                       |                                                          | 6,4%                                                     | 6,4%                                                     |
| Природничі та прикладні науки                            | Природничі та прикладні науки                            |                                                          | 10,6%                                                    | 10,6%                                                    |
| Охорона здоров'я                                         | Охорона здоров'я                                         |                                                          | 5,3%                                                     | 5,3%                                                     |
| Освіта, правозахист, муніципальні та урядові служби      | Освіта, правозахист, муніципальні та урядові служби      |                                                          | 6,4%                                                     | 6,4%                                                     |
| Роздрібна торгівля та послуги                            | Роздрібна торгівля та послуги                            |                                                          | 23,4%                                                    | 23,4%                                                    |
| Гуртова торгівля, транспорт та обладнання                | Гуртова торгівля, транспорт та обладнання                |                                                          | 18,1%                                                    | 18,1%                                                    |
| Природні ресурси, сільське господарство                  | Природні ресурси, сільське господарство                  |                                                          | 22,3%                                                    | 22,3%                                                    |
| Виробництво                                              | Виробництво                                              |                                                          | 2,1%                                                     | 2,1%                                                     |

## Клімат
Середня річна температура становить -1,4°C, середня максимальна – 20,7°C, а середня мінімальна – -29,9°C. Середня річна кількість опадів – 495 мм.
| Клімат поселення                              | Клімат поселення | Клімат поселення | Клімат поселення | Клімат поселення | Клімат поселення | Клімат поселення | Клімат поселення | Клімат поселення | Клімат поселення | Клімат поселення | Клімат поселення | Клімат поселення | Клімат поселення |
| Показник                                      | Січ.             | Лют.             | Бер.             | Квіт.            | Трав.            | Черв.            | Лип.             | Серп.            | Вер.             | Жовт.            | Лист.            | Груд.            |                  |
| Середній максимум, °C                         | −16,63           | −11,88           | −5,19            | 5,53             | 13,85            | 20,39            | 19,89            | 20,73            | 12,76            | 6,10             | −5,25            | −14,76           |                  |
| Середня температура, °C                       | −23,28           | −18,51           | −11,82           | −1,1             | 7,22             | 13,76            | 16,23            | 17,07            | 9,10             | 2,44             | −8,91            | −18,44           |                  |
| Середній мінімум, °C                          | −29,9            | −25,15           | −18,47           | −7,74            | 0,59             | 7,12             | 12,56            | 13,42            | 5,43             | −1,21            | −12,56           | −22,08           |                  |
| Норма опадів, мм                              | 19               | 16               | 22               | 27               | 41               | 68               | 74               | 72               | 61               | 40               | 29               | 26               |                  |
| Середньомісячна швидкість вітру, м/с          | 3.38             | 3.40             | 3.44             | 3.70             | 3.70             | 3.67             | 3.40             | 3.40             | 3.70             | 3.80             | 3.60             | 3.38             |                  |
| Середньомісячна сонячна радіація, кДж/м²·день | 3147             | 6793             | 12434            | 17599            | 20746            | 21626            | 20618            | 16755            | 10763            | 5959             | 3068             | 2242             |                  |
| --------------------------------------------- | ---------------- | ---------------- | ---------------- | ---------------- | ---------------- | ---------------- | ---------------- | ---------------- | ---------------- | ---------------- | ---------------- | ---------------- | ---------------- |
| Джерело:                                      |                  |                  |                  |                  |                  |                  |                  |                  |                  |                  |                  |                  |                  |